# Фольмар III (граф в Блисгау)

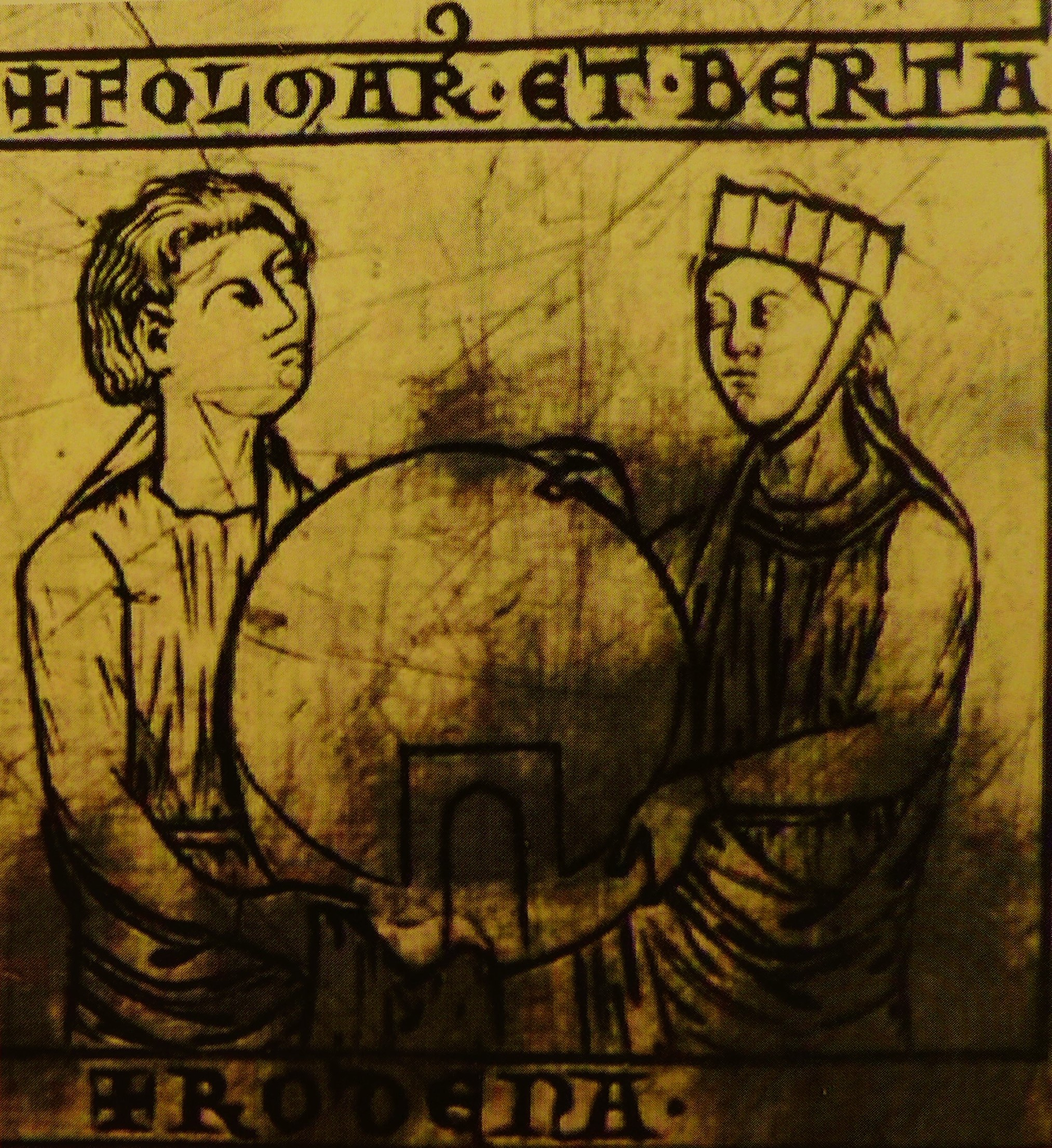
Фольмар и его жена Берта

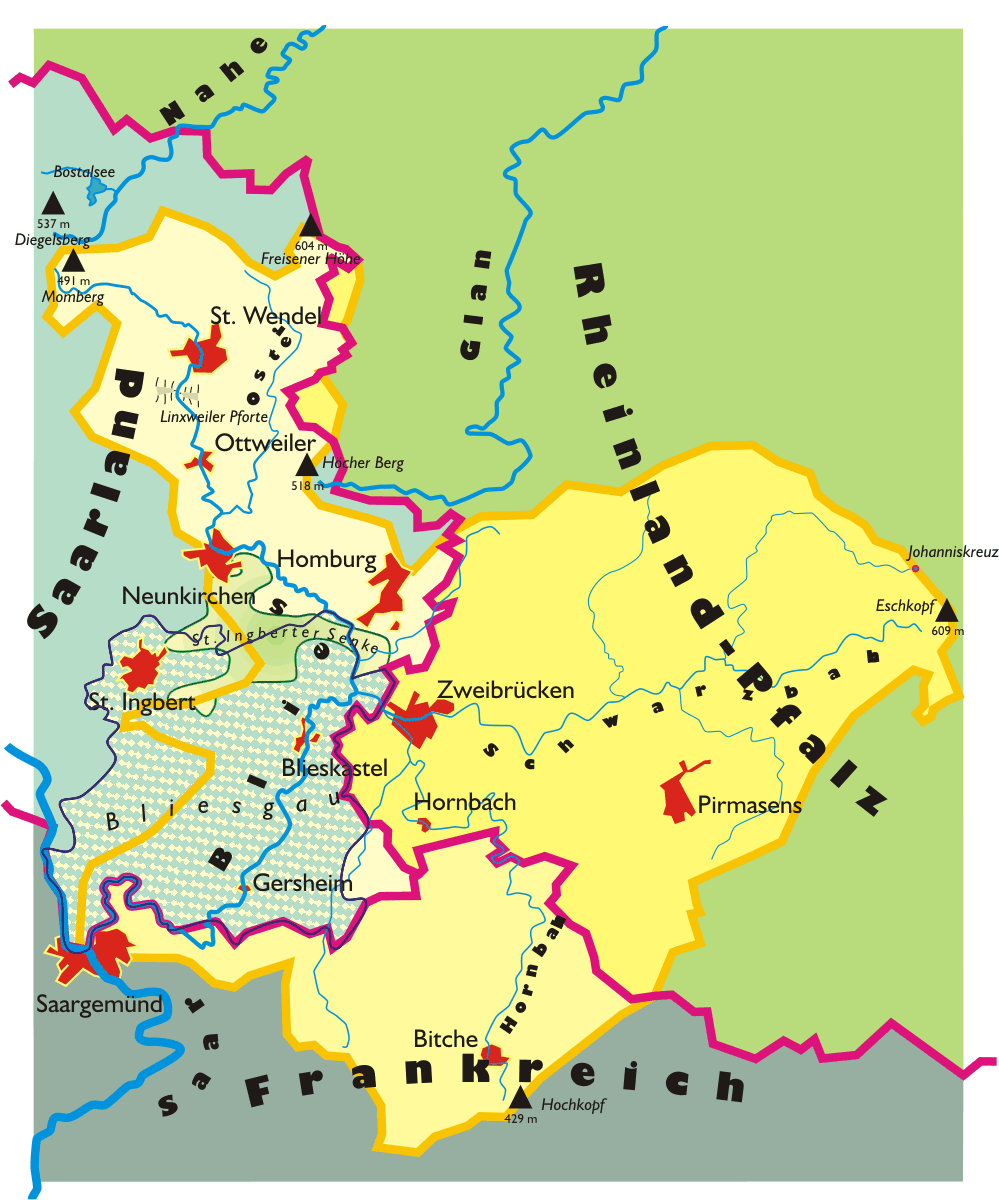
Карта Блисгау

Фольмар III (Folmar III) (ум. 994/95) — граф в Блисгау, первый граф Люневиля. Также упоминается как пфальцграф Меца (comte palatin de Metz) — управляющий мецкого епископа в его светских владениях.
Представитель рода, основателем которого считается Фольмар I, поверенный Трирского епископства, сын некоего Фолькуина. Он владел землями в Блисгау и был женат на Рихильде, дочери графа Бивина, племяннице императрицы Рихильды.
У них было трое сыновей, один их которых, Фольмар II, стал графом в Блисгау.
В некоторых источниках приводятся примерные даты жизни: Фольмар I (900—950), Фольмар II (930—982), Фольмар III (950—995).
Первыми графами в Блисгау были:
- Эренфрид, упоминается в 877, 888, 895 и 904 гг. (также граф Шарпеня). Согласно Europäische Stammtafeln — отец графа Бонна Эберхарда I.
- Одакр (Одоакр), упоминается в 893, 897, 898 и 902 гг. Граф Арденна (901—902).

Фольмар III был женат на Берте, сестре Беренгара, хорепископа Трира. Известно трое их детей:
- Фольмар IV (ум. 1026 или позже), граф в Блисгау.
- Стефан (ум. 12 марта 995), епископ Туля с 994.
- Рихильда, жена Тьерри I, герцога Верхней Лотарингии.